# Upton (Maine)
Upton è un comune degli Stati Uniti d'America, situato nello stato del Maine, nella contea di Oxford.